# Dasyomma tasmanicum
Dasyomma tasmanicum är en tvåvingeart som beskrevs av Paramonov 1962. Dasyomma tasmanicum ingår i släktet Dasyomma och familjen bäckflugor. Inga underarter finns listade i Catalogue of Life.